# 436年
| 千纪： | 1千纪                                                                                                  |
| 世纪： | 4世纪 \| 5世纪 \| 6世纪                                                                                |
| 年代： | 400年代 \| 410年代 \| 420年代 \| 430年代 \| 440年代 \| 450年代 \| 460年代                              |
| 年份： | 431年 \| 432年 \| 433年 \| 434年 \| 435年 \| 436年 \| 437年 \| 438年 \| 439年 \| 440年 \| 441年        |
| 纪年： | 丙子年（鼠年）；北魏太延二年；北凉承和四年；北燕太兴六年；南朝宋元嘉十三年；赵广泰始五年；仇池建义元年 |

## 大事记
- 中国
  - 拓跋燾率軍遠征北燕，馮弘逃至高句麗，北燕亡

## 逝世
- 檀道濟。